# Еддісон (Іллінойс)
Еддісон (англ. Addison) — селище (англ. village) в США, в окрузі Дюпаж штату Іллінойс. Населення — 35 702 особи (2020).

## Географія
Еддісон розташований за координатами 41°55′53″ пн. ш. 88°0′32″ зх. д. / 41.93139° пн. ш. 88.00889° зх. д. (41.931373, -88.008843).  За даними Бюро перепису населення США в 2010 році селище мало площу 25,84 км², з яких 25,30 км² — суходіл та 0,54 км² — водойми.

## Демографія
Згідно з переписом 2010 року, у селищі мешкали 36 942 особи в 11 940 домогосподарствах у складі 9253 родин. Густота населення становила 1429 осіб/км².  Було 12581 помешкання (487/км²).
Расовий склад населення:
| - 67,6 % — білих - 7,4 % — азіатів - 3,9 % — чорних або афроамериканців - 0,5 % — корінних американців - 17,9 % — осіб інших рас |

До двох чи більше рас належало 2,7 %. Частка іспаномовних становила 40,1 % від усіх жителів.
За віковим діапазоном населення розподілялося таким чином: 26,4 % — особи молодші 18 років, 63,1 % — особи у віці 18—64 років, 10,5 % — особи у віці 65 років та старші. Медіана віку мешканця становила 33,7 року. На 100 осіб жіночої статі у селищі припадало 100,9 чоловіків;  на 100 жінок у віці від 18 років та старших — 100,8 чоловіків також старших 18 років.
Середній дохід на одне домашнє господарство  становив 71 625 доларів США (медіана — 54 928), а середній дохід на одну сім'ю — 78 626 доларів (медіана — 61 893). Медіана доходів становила 45 090 доларів для чоловіків та 36 159 доларів для жінок. За межею бідності перебувало 15,8 % осіб, у тому числі 28,4 % дітей у віці до 18 років та 5,5 % осіб у віці 65 років та старших.
Цивільне працевлаштоване населення становило 18 154 особи. Основні галузі зайнятості: виробництво — 19,1 %, освіта, охорона здоров'я та соціальна допомога — 14,2 %, науковці, спеціалісти, менеджери — 12,2 %, роздрібна торгівля — 11,5 %.